# Nanny McPhee
Nanny McPhee er en britisk børnefilm fra 2005 baseret på en række børnebøger. Den minder en del om Mary Poppins. Hovedrolle-indehaverne er Emma Thompson og Colin Firth.

## Handling
Nanny Mcphee er ikke en helt almindelig barnepige, hun har nemlig magiske evner og dette får Mr. Brown og hans 7 uartige børn snart at føle, børnene har allerede skræmt 7 barnepiger væk, men så let går det ikke med Nanny Mcphee.

## Medvirkende
- Emma Thompson som Nanny McPhee
- Colin Firth som Mr. Brown
- Angela Lansbury som Grandtante Adelaide
- Kelly Macdonald som Evangeline
- Patrick Barlow som Mr. Jowls
- Celia Bannerman som Egyptisk guvernante
- Elizabeth Berrington som Letitia
- Raphael Coleman som Eric
- Jennifer Rae Daykin som Lily
- Derek Jacobi som Mr. Wheen

## Ekstern henvisning
- Nanny McPhee på Internet Movie Database (engelsk)
- Nanny McPhee på Filmdatabasen
- Nanny McPhee på Scope
- Nanny McPhee i Svensk Filmdatabas (svensk)
- Nanny McPhee på AlloCiné (fransk)
- Nanny McPhee på MovieMeter (nederlandsk)
- Nanny McPhee på AllMovie (engelsk)
- Nanny McPhee hos American Film Institute (engelsk)
- Nanny McPhees profil hos Encyclopædia Britannica Online (engelsk)
- Nanny McPhee på Turner Classic Movies (engelsk)